# Storvorde Sogn
Storvorde Sogn er et sogn i Aalborg Østre Provsti (Aalborg Stift).
I 1800-tallet var Sejlflod Sogn anneks til Storvorde Sogn. Begge sogne hørte til Fleskum Herred i Aalborg Amt. Trods annekteringen var de to selvstændige sognekommuner. Ved kommunalreformen i 1970 blev både Storvorde og Sejlflod indlemmet i Sejlflod Kommune, der ved strukturreformen i 2007 indgik i Aalborg Kommune.
I Storvorde Sogn ligger Storvorde Kirke.
I sognet findes følgende autoriserede stednavne:
- Landholm (areal)
- Starenge (areal)
- Storvorde (bebyggelse, ejerlav)
- Storvorde Nørkær (bebyggelse)
- Storvorde Østerenge (areal, bebyggelse, ejerlav)
- Søndervang (bebyggelse)
- Tofthøj (areal)
- Vester Vase (bebyggelse)
- Vestervang (bebyggelse)
- Øster Vase (bebyggelse)